# Lovisa (Vorname)
Lovisa ist ein schwedischer weiblicher Vorname. 

## Bedeutung und Herkunft
Er ist die schwedische Variante des Vornamens Luise. Die männliche Version des Vornamens ist Love oder Lovis.
Diminutive sind Lo und Lova.

## Bekannte Namensträger
- Lovisa Augusti (1751/1756–1790), schwedische Opernsängerin (Sopran)
- Lovisa Johansson (* 1992), schwedische Fußballschiedsrichterin
- Lovisa Lindh (* 1991), schwedische Leichtathletin
- Lovisa Modig (* 1993), schwedische Skilangläuferin
- Lovisa Östervall (* 1997), schwedische Leichtathletin